# Fouet électrique
Pour les articles homonymes, voir fouet.

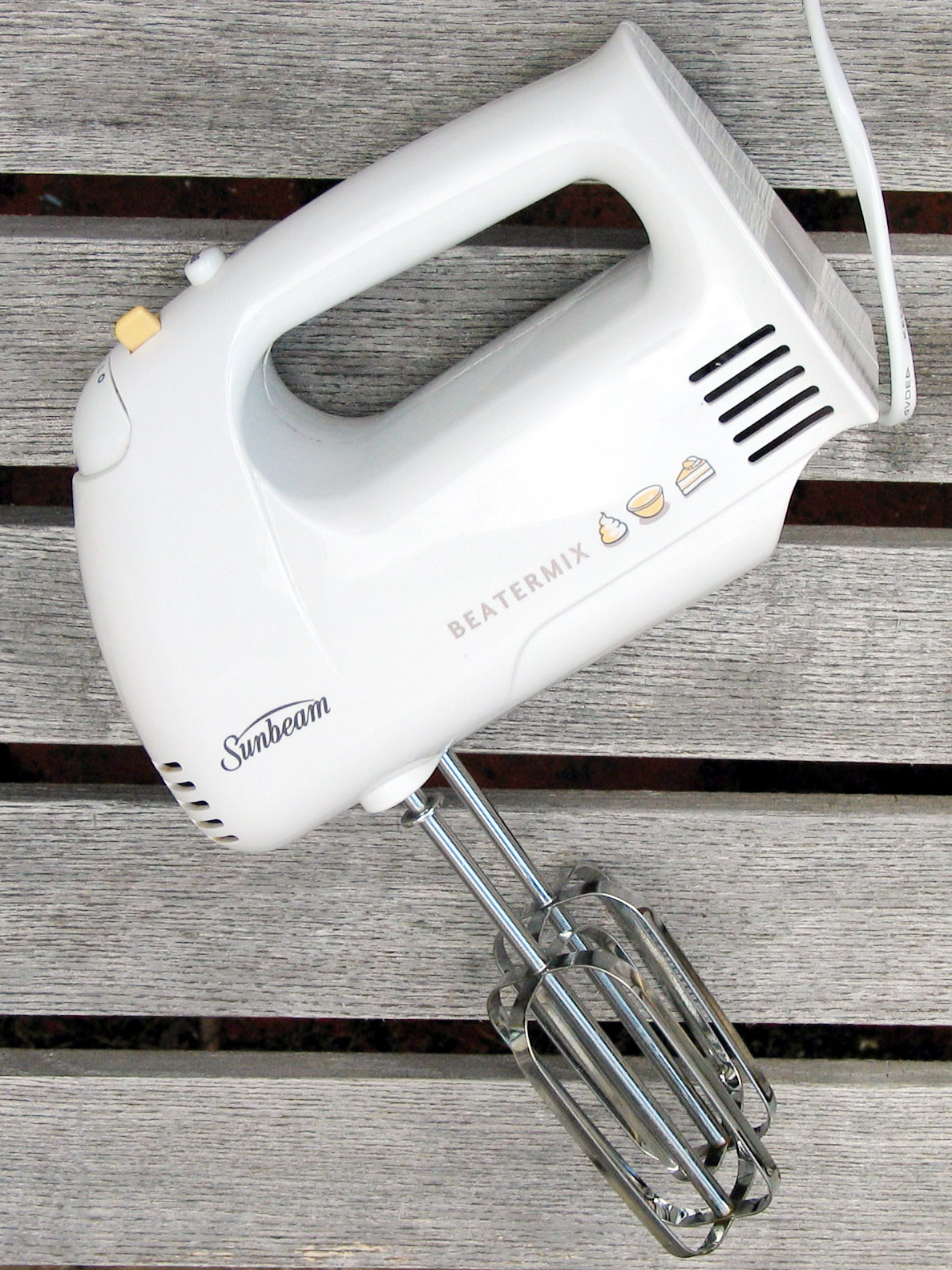
Mixeur standard.

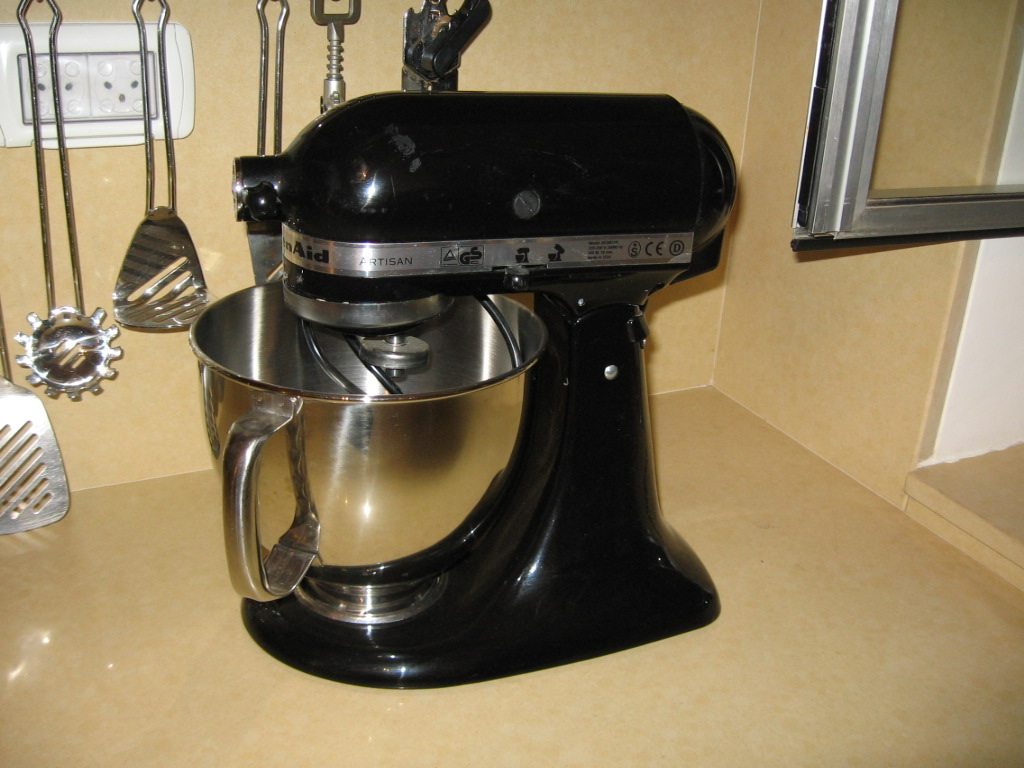
Mixeur multi-fonctions.

Un fouet électrique, parfois appelé batteur, pouvant être combiné avec un mixeur et alors appelé batteur/mixeur (ou simplement mixeur, mixer ou batteur[réf. nécessaire]) est un appareil de cuisine électrique qui sert à battre ou à mélanger des aliments. Son équivalent manuel s'appelle un fouet.

## Ustensiles
On peut fixer au batteur-mixeur différents types d'ustensiles : fouets pour les préparations liquides ou hélices pour les préparations plus épaisses.

## Types
Il existe des fouets électriques fixes, qui se posent sur une table, et des fouets électriques dits à main, appelés aussi plongeur.